# Kloster Badersleben

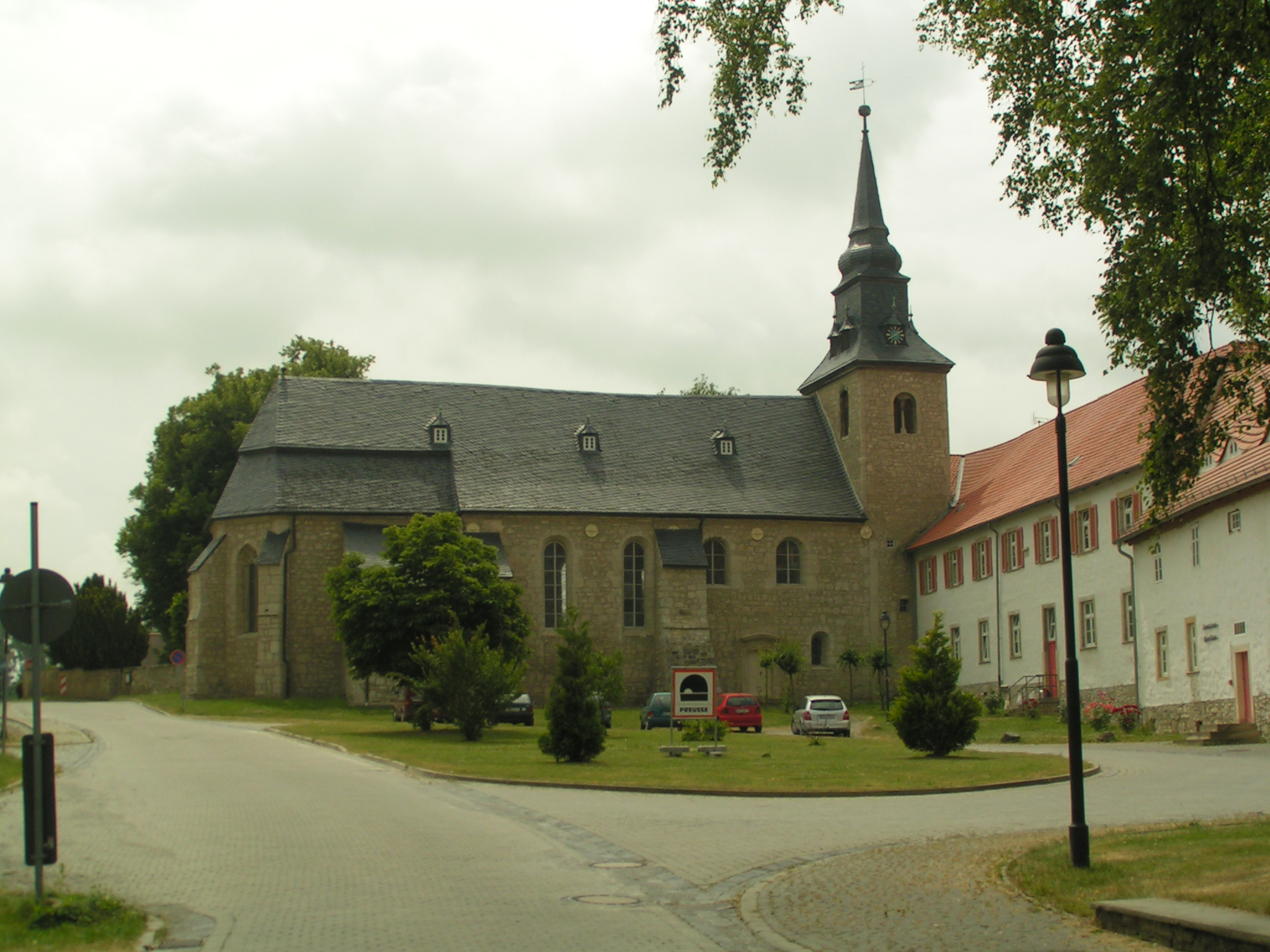
Ehemalige Klosterkirche, rechts Teil des ehemaligen Klosters

Das Kloster Badersleben ist ein ehemaliges Kloster der Augustiner-Chorfrauen in Badersleben, einem Ortsteil der Einheitsgemeinde Huy im Landkreis Harz in  Sachsen-Anhalt. Die ehemalige Klosterkirche St. Peter und Paul gehört heute zur Pfarrei St. Benedikt mit Sitz auf der Huysburg, im Dekanat Halberstadt des Bistums Magdeburg.

## Geschichte
Im Bistum Halberstadt verkaufte das Kloster Huysburg 1479 seinen Klosterhof Badersleben samt einer Wassermühle an die Augustiner-Chorfrauen des durch eine Feuersbrunst zerstörten Klosters Marienthal in Eldagsen bei Hildesheim. Sie gründeten in Badersleben ihr neues Kloster, das sie unter das Patrozinium ihres Ordensgründers, den heiligen Augustinus von Hippo stellten. Der Name übertrug sich auf das Kloster in Badersleben: Marienbe(c)k oder Marienspring. Gemäß der Stiftungsurkunde von 1479 hatte der Klosterpropst die pfarrlichen Rechte über die Bewohner der Stiftsfreiheit Badersleben und war von der Ortspfarrei eximiert, unterstand also nicht dieser. 1503 erhielt das Kloster die päpstliche Bestätigung.
Nachdem durch die Reformation das Gebiet um Magdeburg und Halberstadt evangelisch-lutherisch wurde, ermöglichte 1648 der Westfälische Frieden, dass in dem evangelischen Gebiet 17 katholische Klöster bestehen bleiben konnten. Dazu gehörte auch das St.-Augustinus-Kloster mit der ihm inkorporierten Pfarrei in Badersleben. Die Baderslebener Dorfkirche St. Sixti war bereits in der Reformationszeit evangelisch-lutherisch geworden, war aber über die Reformation hinaus im Eigentum des Klosters Hedersleben geblieben. Neu in Badersleben zugezogene Personen unterlagen nun dem Pfarrzwang der evangelisch-lutherischen Kirche.
Von 1650 an unterstand das Kloster der Jurisdiktion des Nuntius in Köln, ab 1669 dem kurz zuvor gegründeten Apostolischen Vikariat des Nordens. 1711 wurden 10 Nonnen im Kloster Badersleben genannt.
In der Franzosenzeit wurde das Kloster im Zuge der Säkularisation von der westfälischen Regierung durch ein Dekret Jérôme Bonapartes vom 16. September 1810 aufgelöst. Am 29. September 1810 wurde die Auflösung vollzogen, neben der Priorin Mater Maria Bendicta La Paix lebten damals 13 Konventualinnen im Kloster. Der preußische Staat übertrug der örtlichen katholischen Kirchengemeinde die nach den Apostelfürsten Simon Petrus und Paulus von Tarsus benannte Klosterkirche, welche diese seitdem als Pfarrkirche nutzt.
Den restlichen Klosterbesitz erwarb 1810 der Bankier Israel Jacobson, der ihn bereits 1811 an den Amtmann Schuhard aus Weddingen weiterverkaufte. 1835 kaufte Gustav von Gustedt aus Dardesheim das Kloster mit zugehörigem Land von Schuhard und gründete hier 1846 eine Ackerbauschule. Diese erlangte schnell einen exzellenten Ruf und zog unzählige Wissbegierige aus aller Herren Ländern an, bis sie 1939 geschlossen wurde. 1894 erwarben die Gebrüder Dippel den Besitz. 1896 wurde die Orgel der Kirche von Wilhelm Rühlmann sen. als Opus 181 errichtet, mit zwei Manualen und 20 Registern. Im Jahre 2014 wurde sie restauriert. Von 1906 an gehörten die ehemaligen Klostergüter mit der Ackerbauschule dem ortsansässigen Gutsbesitzer Rittmeister Friedrich Sch(l)iephake. In der DDR war das Gut Volkseigentum.
Im ehemaligen Klostergebäude befinden sich seit 1991 die kommunale Grundschule Albert Klaus sowie seit 2010 eine zum Internationalen Bund gehörende Wohneinrichtung für geistig behinderte Erwachsene.

### Pfarrei
Die dem Kloster Badersleben inkorporierte katholische Pfarrei Badersleben blieb auch nach der im Zuge der Säkularisation erfolgten Auflösung des Klosters 1810 weiter bestehen. Das Dekanat Halberstadt wurde 1867 gegründet, ihm wurde die Pfarrei Badersleben angeschlossen.
Aus der Pfarrei Badersleben wurde 1887 die Missionsvikarie Osterwieck, die 1960 zur selbstständigen Pfarrei erhoben wurde, ausgegliedert. Nachdem sich durch die Flucht und Vertreibung Deutscher aus Mittel- und Osteuropa 1945–1950 die Zahl der Katholiken im Raum Badersleben erheblich erhöht hatte, erfolgte 1947 die Gründung der Kuratie Heudeber als Tochtergemeinde der Pfarrei Badersleben.
Am 1. März 2006 wurde der Gemeindeverbund Huysburg – Badersleben – Schwanebeck errichtet. Seit dem 22. März 2009 gehört die Kirche zur katholischen Pfarrei St. Benedikt, die zu diesem Zeitpunkt aus dem Gemeindeverbund neu errichtet wurde und zu der neben der Kirche St. Peter und Paul in Badersleben auch die Kirchen Mariä Himmelfahrt auf der Huysburg und Zum Allerheiligsten Altarssakrament in Schwanebeck sowie die Kapelle Herz Jesu in Eilenstedt (2016 profaniert) gehörten. Die Pfarrei St. Peter und Paul in Badersleben, zu der damals rund 400 Katholiken gehörten, wurde in diesem Zusammenhang aufgelöst. Es war dies die erste Pfarreifusion in Folge der Reorganisation des Bistums Magdeburg.
Heute umfasst das Einzugsgebiet der Kirche neben Badersleben die Ortschaften Anderbeck, Dardesheim, Dedeleben, Huy-Neinstedt, Vogelsdorf und Westerburg. Zur Kirchengemeinde gehört auch die gegenüber der Kirche befindliche Kindertagesstätte Anna Maria.